# ルーマニア人

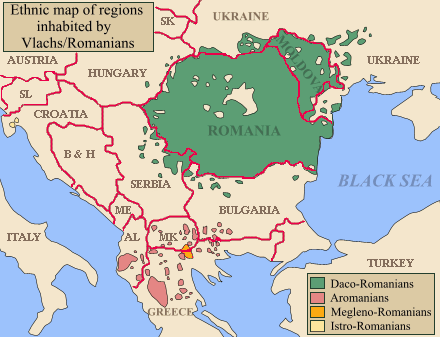
バルカン半島におけるヴラフ人の分布。 がダコ＝ルーマニア人。

ルーマニア人（ルーマニアじん、ルーマニア語:români）は、ルーマニアおよびモルドバ共和国で多数派を形成する民族である。アルーマニア人などの他の南東ヨーロッパのラテン系諸民族と共に「ヴラフ人」と他称される民族集団に含まれ、ダコ＝ルーマニア人（ダキアのルーマニア人）とも呼ばれる。

## 起源

旧ユーゴスラビアの民族分布（2008年）。 がルーマニア人。

ルーマニア人は東欧に在住するにもかかわらずラテン語系のルーマニア語を話すことからその起源には諸説あり、歴史の謎であるとする歴史家も存在する。ルーマニアの歴史家によれば、現在のルーマニアに在住していたダキア人と、そのダキア（現在のトランシルヴァニア地方）を征服して属州としたローマ人と混血したことでルーマニア人及びルーマニア語が9世紀までに形成されたとしており、これを「ダキア＝ローマ人の連続説」や「ダキア＝ローマ人の原住民説」などと呼ぶ。
また、時期にも諸説あるが、ルーマニア人らはバルカン半島から移住してきたとする説がありこれはこの説を唱えたドイツの学者レスラーの名をとって「レスラー説」と呼ばれている。
ただし、トランシルヴァニア地方の領有権をめぐってルーマニアとハンガリーの間に対立があり、この問題については18世紀に書かれた「ローマ帝国衰亡史」の時代より、論争が続いている。

## 特徴
ルーマニア語はロマンス語に属するとされるが、語彙にスラヴ語からの借用語が非常に多く、トルコ語などからも借用語があることが特徴で、文化はビザンチン文化を受容し、その多くは正教会：ルーマニア正教会を信仰している点がルーマニア人の特徴である。

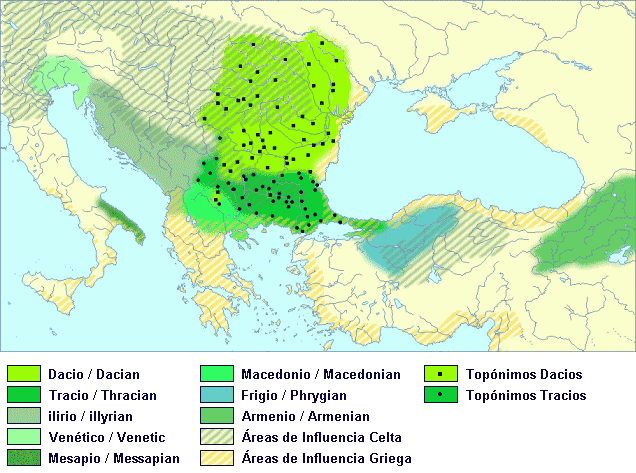
紀元前5世紀-紀元前1世紀の古代バルカン諸語
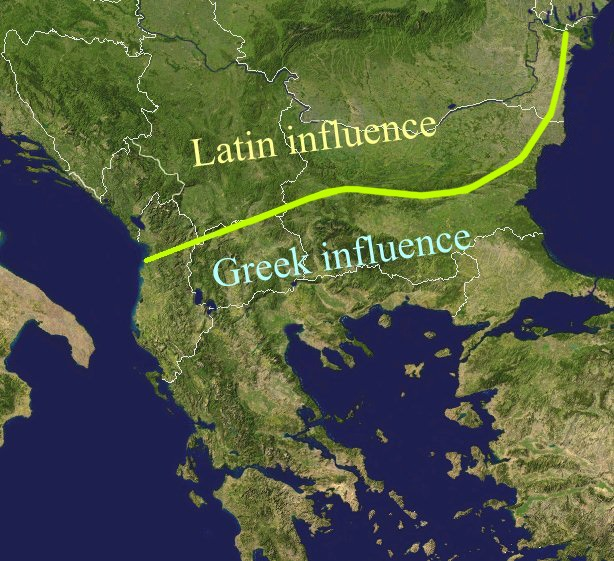
バルカン半島の言語におけるJirecek Line
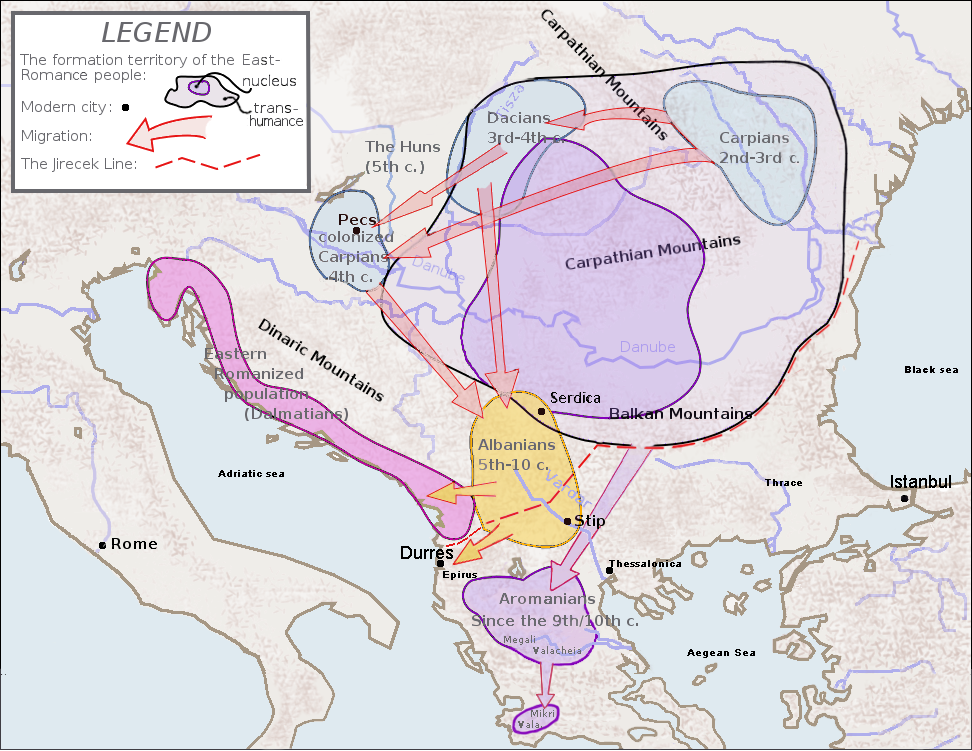
「ルーマニア人の起源」に関する地図
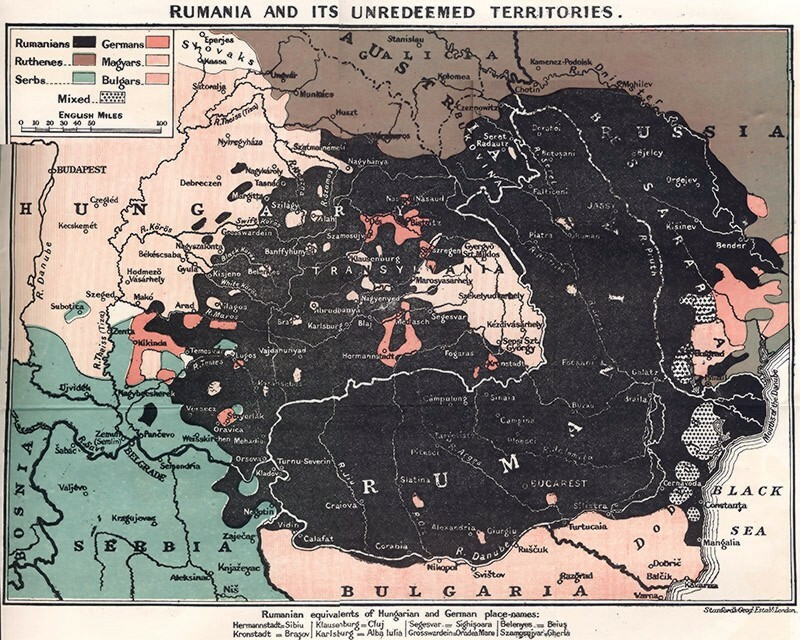
第一次世界大戦以前のルーマニア人の分布
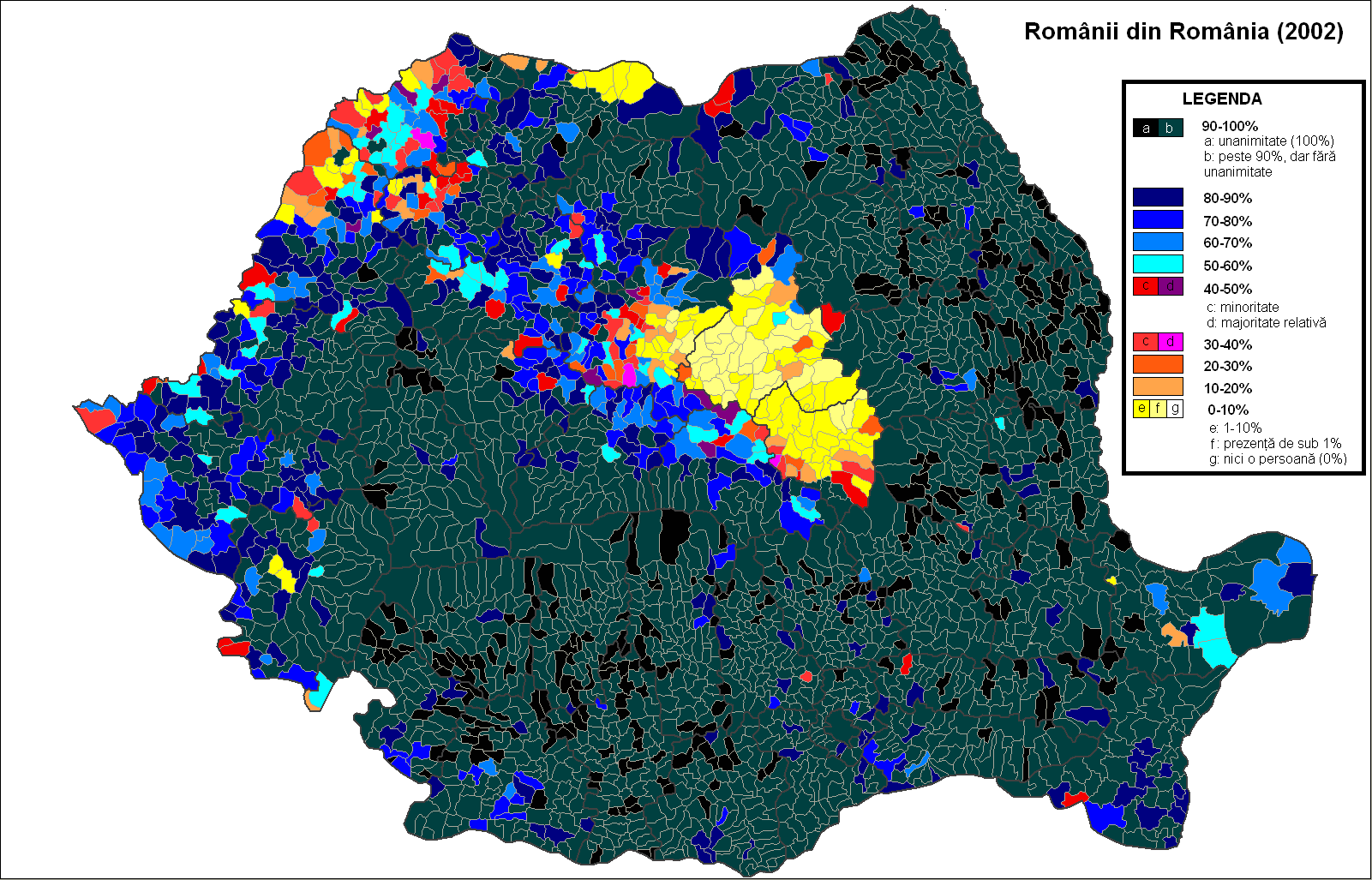
ルーマニアにおけるルーマニア人の分布（2002年）
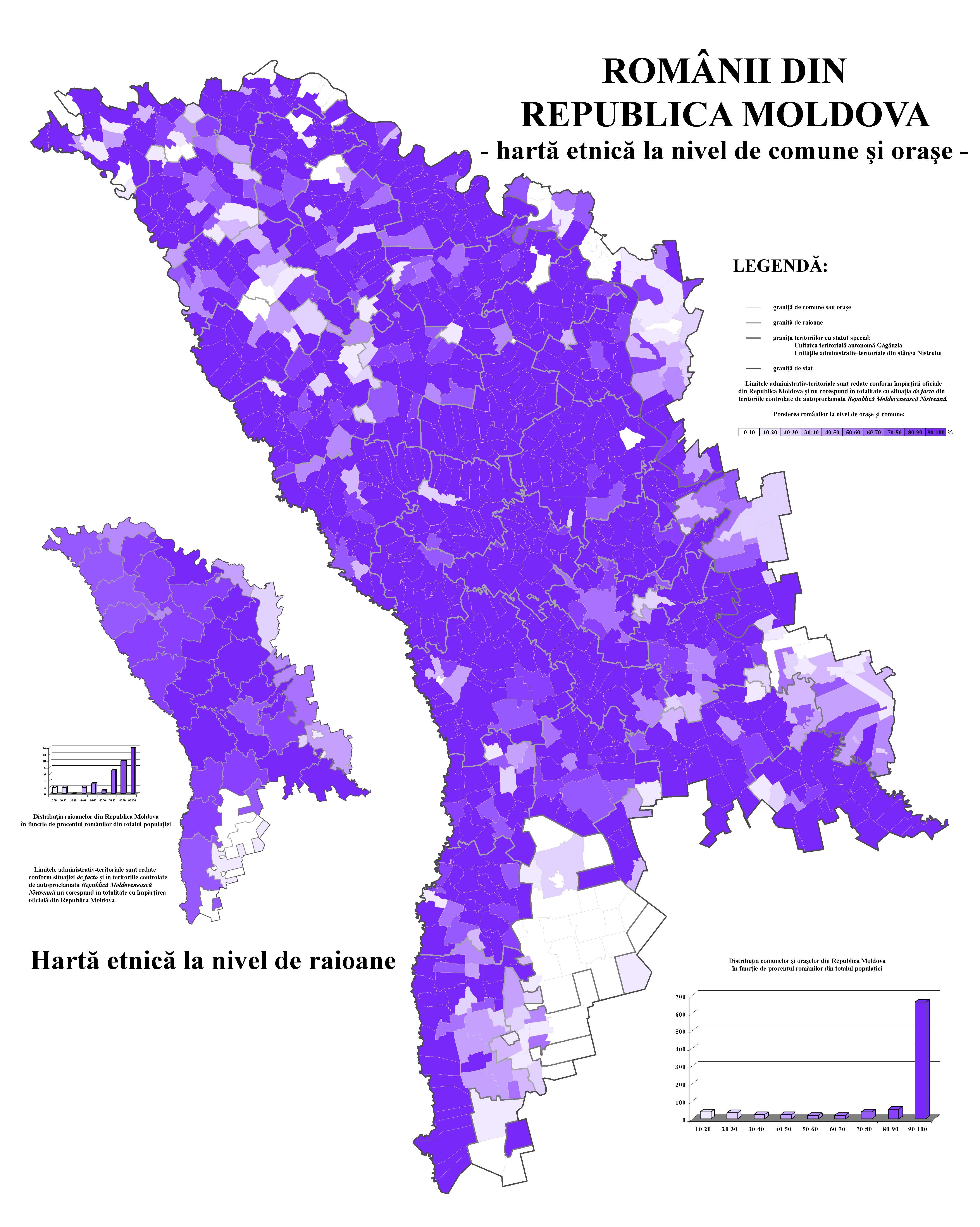
モルドヴァにおける分布
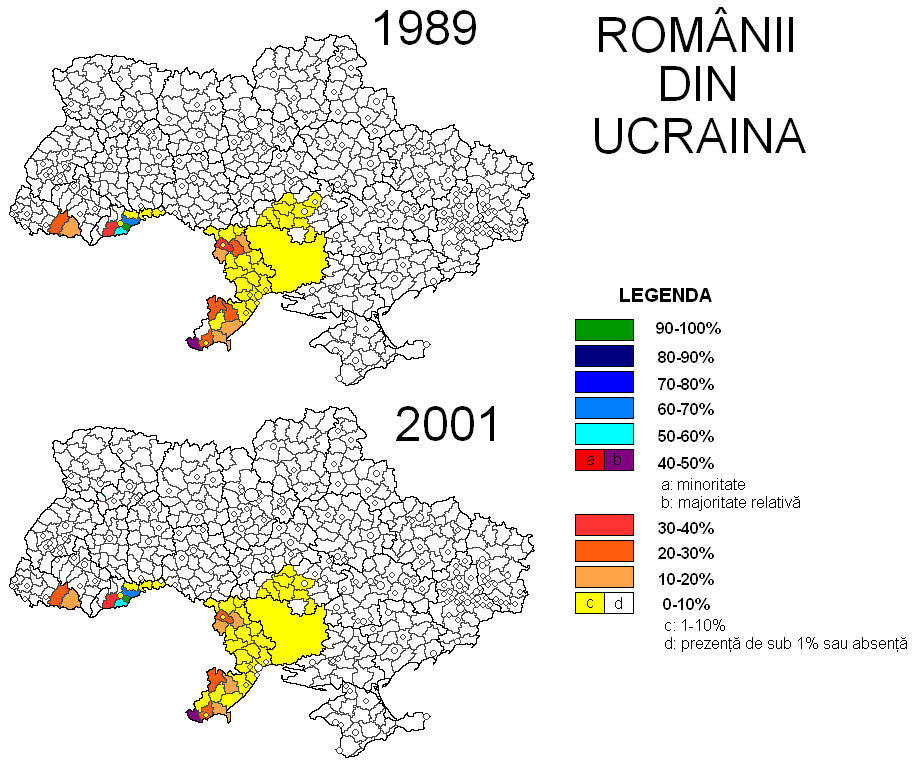
ウクライナのルーマニア人
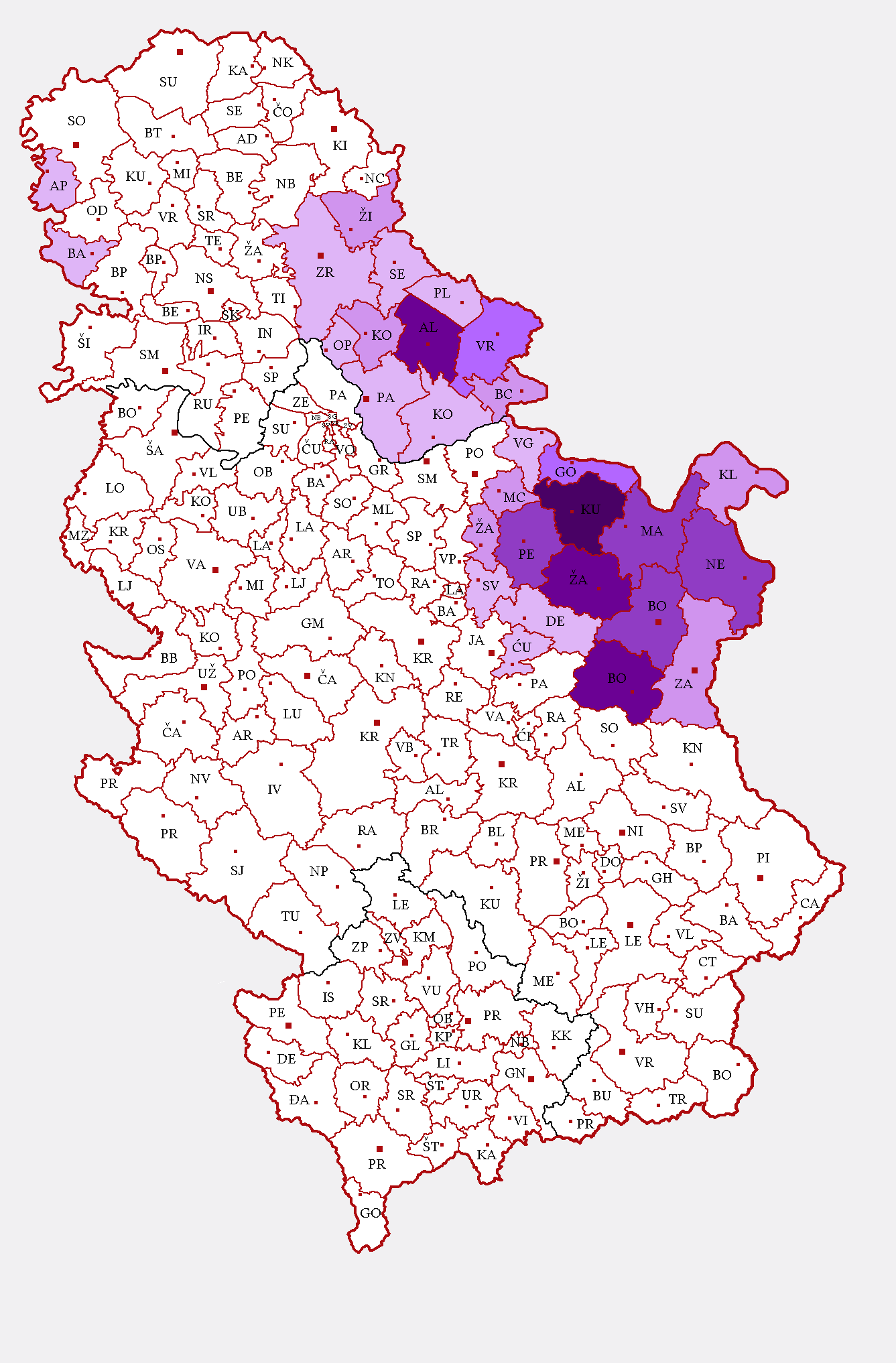
セルビアのルーマニア人・ヴラフ語話者

### 参照
1. 1 2 3  南塚（1989）、p.176